# ヘンリー・J・カイザー級給油艦
ヘンリー・J・カイザー級給油艦（英語: Henry J. Kaiser-class oiler）は、アメリカ海軍の艦隊給油艦（補給艦）。

## 概要
基本的な艦体形状は先代のシマロン級のそれを受け継いでおり、艦橋は艦の後部に配置され、艦尾はヘリコプター甲板となっているが、格納庫は設置されていない。
アメリカ海軍の補給艦としては初めて、主機関にディーゼルエンジンを採用したのも大きな特徴である。本級よりやや早い1981年に就役したシリウス級戦闘給糧艦もディーゼルエンジンを主機関としているが、こちらは元々1960年代にイギリス海軍補助艦隊向けに建造された艦をアメリカ海軍がリース（後に購入）したものである。
洋上移送
給油ステーションは右舷3ヶ所、左舷2ヶ所の計5ヶ所である。このほか、ドライカーゴの移送用に両舷1基ずつのハイライン設備も持つ。
物資格納
本級は、以下の物資を搭載可能である。
- 貨油（艦艇燃料、航空燃料）：合計180,000バレル（約28,618キロリットル）

ただし、「パタクセント」「ララミー」「ラパハノック」の3隻は1990年の石油汚染防止法に基づいて二重船体とされたため、最大積載量は他の姉妹艦と比較して約12%ほど少ない159,000バレル（約25,279キロリットル）に抑えられている。
- ドライカーゴ：690m3
- 20フィート冷蔵・冷凍コンテナ（食料品運搬用）：8基

## 同型艦
当初はペンシルベニア造船所が建造を担当したが、契約は履行されず、後にアメリカン造船のタンパ造船所で建造が行われた。
18隻整備の予定であったが、5番艦と6番艦は造船所の倒産により建造がキャンセルされ、16隻が建造された。
| #        | 艦名                                                 | 起工            | 進水           | 就役                                                                                               | 退役                                                                                               | 備考 |
| -------- | ---------------------------------------------------- | --------------- | -------------- | -------------------------------------------------------------------------------------------------- | -------------------------------------------------------------------------------------------------- | --- |
| T-AO-187 | ヘンリー・J・カイザー USNS Henry J. Kaiser           | 1984年 8月22日  | 1985年 10月5日 | 1986年 12月19日                                                                                    | | 軍事海上輸送司令部に所属。 |
| T-AO-188 | ジョシュア・ハンフリーズ USNS Joshua Humphreys       | 1984年 12月17日 | 1986年 2月22日 | 1987年 4月3日 （再就役） 2005年 2月23日 （再々就役） 2010年                                        | 1996年 6月29日 （再退役） 2006年 10月1日                                                           | 軍事海上輸送司令部に所属。 |
| T-AO-189 | ジョン・レントール USNS John Lenthall                | 1985年 7月15日  | 1986年 8月9日  | 1987年 7月25日 （再就役） 1998年 12月7日                                                           | 1996年 11月11日                                                                                    | 軍事海上輸送司令部に所属。 |
| T-AO-190 | アンドリュー・J・ヒギンズ USNS Andrew J. Higgins     | 1985年 11月21日 | 1987年 1月17日 | 1987年 10月22                                                                                      | 1996年 5月6日                                                                                      | 国防予備船隊にて保管。 2009年5月19日付でチリ海軍に売却。 2010年2月1日、アルミランテ・モント（Almirante Montt, AO-52）として再就役。 |
| T-AO-191 | ベンジャミン・イシャーウッド USNS Benjamin Isherwood | 1986年 7月12日  | 1988年 8月15日 | 1993年8月15日、完成率95.3%で建造中止。国防予備船隊にて保管。 2011年7月、スクラップとして解体開始。 | 1993年8月15日、完成率95.3%で建造中止。国防予備船隊にて保管。 2011年7月、スクラップとして解体開始。 | 1993年8月15日、完成率95.3%で建造中止。国防予備船隊にて保管。 2011年7月、スクラップとして解体開始。                                  |
| T-AO-192 | ヘンリー・エクフォード USNS Henry Eckford            | 1987年 1月22日  | 1989年 7月22日 | 1993年8月15日、完成率84%で建造中止。国防予備船隊にて保管。 2011年7月、スクラップとして売却。       | 1993年8月15日、完成率84%で建造中止。国防予備船隊にて保管。 2011年7月、スクラップとして売却。       | 1993年8月15日、完成率84%で建造中止。国防予備船隊にて保管。 2011年7月、スクラップとして売却。                                        |
| T-AO-193 | ウォルター・S・ディール USNS Walter S. Diehl         | 1986年 8月7日   | 1987年 10月2日 | 1988年 9月13日                                                                                     | | 軍事海上輸送司令部に所属。 |
| T-AO-194 | ジョン・エリクソン USNS John Ericsson                | 1989年 3月15日  | 1990年 4月21日 | 1991年 3月18日                                                                                     | | 軍事海上輸送司令部に所属。 |
| T-AO-195 | ルロイ・グラマン USNS Leroy Grumman                  | 1987年 7月6日   | 1988年 12月3日 | 1989年 8月23日                                                                                     | | 軍事海上輸送司令部に所属。 |
| T-AO-196 | カナワ USNS Kanawha                                  | 1989年 7月13日  | 1990年 9月22日 | 1991年 12月6日                                                                                     | | 軍事海上輸送司令部に所属。 |
| T-AO-197 | ペコス USNS Pecos                                    | 1988年 2月17日  | 1989年 9月23日 | 1990年 7月6日                                                                                      | | 軍事海上輸送司令部に所属。 |
| T-AO-198 | ビッグ・ホーン USNS Big Horn                         | 1989年 10月9日  | 1991年 2月2日  | 1992年 5月21日                                                                                     | | 軍事海上輸送司令部に所属。 |
| T-AO-199 | ティピカヌー USNS Tippecanoe                         | 1990年 11月19日 | 1992年 5月16日 | 1993年 2月8日                                                                                      | | 軍事海上輸送司令部に所属。 |
| T-AO-200 | グアタルーペ USNS Guadalupe                          | 1990年 7月9日   | 1991年 10月5日 | 1992年 9月25日                                                                                     | | 軍事海上輸送司令部に所属。 |
| T-AO-201 | パタクセント USNS Patuxent                           | 1991年 10月16日 | 1994年 7月23日 | 1995年 6月21日                                                                                     | | 軍事海上輸送司令部に所属。 |
| T-AO-202 | ユーコン USNS Yukon                                  | 1991年 5月13日  | 1993年 2月6日  | 1994年 3月25日                                                                                     | | 軍事海上輸送司令部に所属。 |
| T-AO-203 | ララミー USNS Laramie                                | 1994年 1月10日  | 1995年 5月6日  | 1996年 5月7日                                                                                      | | 軍事海上輸送司令部に所属。 |
| T-AO-204 | ラパハノック USNS Rappahannock                       | 1992年 3月29日  | 1995年 1月14日 | 1995年 11月7日                                                                                     | | 軍事海上輸送司令部に所属。 |